# Michael Schmidtsdorff
Michael Schmidtsdorff (* 1970 in Hamburg) ist ein deutscher Dirigent.

## Werdegang
Schmidtsdorff studierte von 1990 bis 1998 Dirigieren an den Musikhochschulen Hamburg und Wien. Zu seinen Lehrern gehörten Klauspeter Seibel und Leopold Hager. Von 1992 bis 1996 leitete er das Harvestehuder Sinfonieorchester Hamburg. 1997 wurde er Zweiter Kapellmeister am Theater Lüneburg, wo er 2001 zum Ersten Kapellmeister und stellvertretenden Musikdirektor aufstieg.
Innerhalb Deutschlands führten ihn Engagements an die Hamburgische Staatsoper (seit 1998), die Semperoper Dresden (seit 2002), die Berliner Staatsoper (seit 2005), die Deutsche Oper Berlin sowie die Bayerische Staatsoper (beide seit 2006). Darüber hinaus leitet er Ballettproduktionen in eigener Einstudierung  an der Opéra National de Paris (seit 2006), der Königlich Dänischen Oper Kopenhagen (seit 2012) und am Teatro Massimo in Palermo (seit 2015). Gastspiele führten ihn u. a. ans Mariinski-Theater in St. Petersburg, an japanische Bühnen in Tokio, Yokohama und Osaka, an das Teatro Lirico in Cagliari, ans Festspielhaus Baden-Baden sowie nach San Francisco und Maskat (Oman). Sein Repertoire umfasst große Ballettkompositionen und erstreckt sich gleichermaßen auf Oper wie Sinfonik.

## Auszeichnungen
- Stipendien:  Erasmus, Lionsclub Hamburg, Richard-Wagner-Verband, Elise-Meyer-Stiftung Hamburg (1. Preisträger)
- Kulturpreisträger des Landkreises Lüneburg (2001)